# 西格洛里亚
西格洛里亚是巴西马托格罗索州的一个市镇。总面积846.053平方公里，总人口3121人，人口密度3.7人/平方公里。